# Paraclius argenteus
Paraclius argenteus är en tvåvingeart som beskrevs av Negrobov 1984. Paraclius argenteus ingår i släktet Paraclius och familjen styltflugor. Inga underarter finns listade i Catalogue of Life.